# Себастьян Ерікссон
Себастьян Ерікссон (швед. Sebastian Eriksson, нар. 31 січня 1989, Меллеруд) — шведський футболіст, півзахисник «Гетеборга» та національної збірної Швеції.

## Клубна кар'єра
Вихованець юнацьких команд футбольних клубів Åsebro IF та «Гетеборг».
Дорослу футбольну кар'єру розпочав 2008 року в основній команді того ж клубу, в якій провів три з половиною сезони, взявши участь у 68 матчах чемпіонату. Більшість часу, проведеного у складі «Гетеборга», був основним гравцем команди і 2008 року виграв з командою кубок і суперкубок Швеції.
26 серпня 2011 року приєднався на умовах оренди до італійського «Кальярі». Відіграв за головну команду Сардинії наступні три з половиною роки своєї ігрової кар'єри, проте основним гравцем так і не став, провівши лише 31 матч в усіх турнірах.
23 грудня 2014 року на правах оренди повернувся в рідний «Гетеборг», який 1 липня 2015 року викупив контракт гравця. Наразі після повернення встиг відіграти за команду з Гетеборга 27 матчів в національному чемпіонаті.

## Виступи за збірні
2006 року дебютував у складі юнацької збірної Швеції, взяв участь у 12 іграх на юнацькому рівні, відзначившись 2 забитими голами.
Протягом 2008—2009 років залучався до складу молодіжної збірної Швеції. На молодіжному рівні зіграв у 16 офіційних матчах.
20 січня 2010 року дебютував в офіційних матчах у складі національної збірної Швеції в товариській грі проти збірної Оману (1:0). Наразі провів у формі головної команди країни 5 матчів.
| Дата       | Місто      | Господарі | Результат        | Гості   | Турнір           | Голи | Примітки |
| ---------- | ---------- | --------- | ---------------- | ------- | ---------------- | ---- | -------- |
| 20/01/2010 | Маскат     | Оман      | 0 – 1            | Швеція  | товариський матч | -    | 64'      |
| 19/01/2011 | Кейптаун   | Ботсвана  | 1 – 2            | Швеція  | товариський матч | -    |          |
| 22/01/2011 | Нельспрюйт | ПАР       | 1 – 1            | Швеція  | товариський матч | -    | 73'      |
| 08/02/2011 | Нікосія    | Кіпр      | 0 – 2            | Швеція  | товариський матч | -    | 89'      |
| 09/02/2011 | Нікосія    | Швеція    | 1 – 1 (4-5 п.п.) | Україна | товариський матч | -    | 78'      |
| 06/01/2016 | Абу-Дабі   | Швеція    | 1 – 1            | Естонія | товариський матч | -    |          |
| 10/01/2016 | Абу-Дабі   | Фінляндія | 0 – 3            | Швеція  | товариський матч | -    |          |
| Усього     |            | Матчів    | 7                |         | Голів            | 0    |          |

## Титули і досягнення
- Володар Кубка Швеції (2):

«Гетеборг»: 2008, 2014-15
- Володар Суперкубка Швеції (1):

«Гетеборг»: 2008